# コビ・アラッド
コビ・アラッド（Kobi Arad、1981年10月2日 - ）は、イスラエル系アメリカ人のピアニストで、フュージョンの作曲家でもある。現在はニューヨークを拠点に作曲、編曲、色々なジャンルをブレンドさせたパフォーマンスなどの活動を行っている。彼の音楽は『Yネット』、『ジャズタイムズ』、『All About Jazz』などのメディアに取り上げられ、2011年に彼が出したアルバム『Sketches of Imaginary Landscapes』は「卓越した技術と洞察力のあるビジョンでアーティストの全てを包括している」と評された。アラッドはスティーヴィー・ワンダーやシンディ・ブラックマンともコラボレーションしている。また、彼のバンドと共にニューヨークにあるブルーノートなどの会場でも演奏しており、ハル・レナードなどの企業用に編曲して提供している。

## 音楽キャリア

### 初期リリースとプロジェクト
アラッドは2007年からニューヨークで音楽活動を始めた。2009年、彼はニューヨークにあるChabad Houseなどの地元カルチャー・イベントなどに定期的に出演し演奏していた。ドラマーで有名なボブ・モーゼスが2009年にリリースしたアルバム『Sparks of Understanding』に参加したりもしている。2010年にリリースしたアルバム『Ancient Novice』は『ジャズタイムズ』から高評価を得た。彼のアルバムは「様々な色と風景で爽快な空間を作り出し、聴いている人を魅了する」と『ジャズタイムズ』は述べている。ボストン交響楽団の五弦奏者と伴奏してレコーディングされている。
彼が2011年にリリースしたアルバム『Sketches of Imaginary Landscapes』は『All About Jazz』から高評価された。感想コメントでは「このアルバムは色彩モザイクを主張し、卓越した技術と洞察力のあるビジョンで作り上げられたイメージでアーティストの姿をすべて包括している」。アラッドはドラムのRay McNaughtとベースのTucker Yaroとコラボレーションを行いレコーディングに参加した。2012年始めに、アラッドは古代ハシディズムの歌を集め適合させた新しいプロジェクト「Inner Hymns」をデビューさせた。ゲスト・ミュージシャンの他にOran Etkinともコラボし共にレコーディングを行った。2012年1月にはニューヨークのブルーノートで「Inner Hymns」としてトリオでパフォーマンスを行った。3度目となるイベントではベースのRamon De-bruynとドラムのRay McNaughtと共に演奏した。2012年1月、アラッドと彼のプロジェクト「Inner Hymns」は主要イスラエル・マガジン『Yネット』で大きく取り上げられた。

## ディスコグラフィ

### アルバム
- Revadim (2003年)
- Ancient Novice (2009年)
- Sparks of Understanding (2009年)
- Kobi's World ! (2009年)
- Kobi’s World Vol. 2.1 (2009年)
- Vagabond (feat. Asaf Sirkis & Sassi Mizrachi) (2009年)
- Innovations!!! (2010年)
- Sketches of Imaginary Landscapes (2011年)
- Kobistyle Third Stream (feat. Oran Etkin) (2012年)
- Inner Hymns (2012年)
- Moments – Tribute to Gyorgy Ligeti (2013年)
- Space – Ecstatic Electronic Meditations (2014年)
- Hues (with Kobi Arad Band) (2014年)
- High Lights – Creative Collection NYC (2014年)
- Patterns – Tribute to Anton Webern (2015年)
- Hip Hop Meets Modern Classical (2015年)
- Solism I (2015年)
- The Experience Project (2015年)
- Superflow (feat. Roy Ayers) (2015年)
- Forever - Original Tribute Song for Prince (feat Armand Hutton) (2016年)
- Prayers (2016年)
- Webern Re-Visioned (2016年)
- Chamber Trio (feat Nori Yakobi & Yoni Niv) (2016年)
- Modal Chants (2016年)
- Cubism - Hyper Dimensional Jazz (2016年)